# Myiagra
Genre
Myiagra est un genre qui regroupe dix-neuf espèces de passereaux appartenant à la famille des Monarchidae, dont une est éteinte.

## Distribution
Les membres de ce genre se rencontrent en Océanie et notamment en Australie, dans la Wallacea, en Nouvelle-Guinée, dans les îles Salomon, en Nouvelle-Calédonie, au Vanuatu, aux îles Fidji, au Samoa et en Micronésie. Des espèces peuvent être aperçues de manière erratique en Nouvelle-Zélande et l'ont été dans le passé dans les Tonga et à Guam.

## Description
Ces oiseaux mesurent entre 13 et 20 cm. Leur bec, adapté à la capture des insectes, est large et aplati et généralement de couleur noire, à l'exception de la Monarque à crête bleue dont le bec est orange vif. L'intérieur du bec est orange vif. Les femelles arborent généralement des plumages aux tonalités plus claires et délavées. Perchés, ils se tiennent en position verticale et se déplacent constamment la queue fermée. Cette dernière est secouée de droite à gauche chez la Monarque infatigable. Leur chant sont peu mélodieux et sont décrits comme dur et crissant.
Ils se nourrissent d'insectes d'une manière similaire aux gobe-mouches de l'Ancien monde. Leur chasse s'effectue soit à partir d'un perchoir pour capturer les insectes volants, soit en vol stationnaire pour cueillir les insectes présents sur la face interne des feuilles.

## Taxonomie
Le genre Myiagra a été introduit en 1827 par les naturalistes Nicholas Vigors et Thomas Horsfield. Le nom combine le grec ancien muia signifiant "une mouche" et agreō signifiant "saisir". Myiagros était aussi le nom d'un dieu grec. L'espèce type a été désignée par George Robert Gray en 1840 comme le moucherolle plombé,.

### Liste des espèces
D'après la classification de référence (version 11.2, 2021) du Congrès ornithologique international (ordre phylogénique), le genre Myiagra contient 22 espèces dont une espèce éteinte :
- Myiagra oceanica – Monarque océanite
- Myiagra erythrops – Monarque des Palau
- †Myiagra freycineti – Monarque de Guam
- Myiagra pluto – Monarque de Ponapé
- Myiagra galeata – Monarque des Moluques
- Myiagra atra – Monarque de Biak
- Myiagra rubecula – Monarque rougegorge
- Myiagra ferrocyanea – Monarque acier
- Myiagra cervinicauda – Monarque de San Cristobal
- Myiagra caledonica – Monarque mélanésien
- Myiagra vanikorensis – Monarque de Vanikoro
- Myiagra albiventris – Monarque des Samoa
- Myiagra azureocapilla – Monarque à crête bleue
- Myiagra castaneigularis - Monarque à gorge marron
- Myiagra ruficollis – Monarque à bec large
- Myiagra cyanoleuca – Monarque satiné
- Myiagra alecto – Monarque luisant
- Myiagra hebetior – Monarque terne[6]
- Myiagra eichorni - Monarque d'Eichhorn[6]
- Myiagra cervinicolor - Monarque de Djaul[6]
- Myiagra nana – Monarque menu
- Myiagra inquieta – Monarque infatigable